# Miami 2 Ibiza
Miami 2 Ibiza è un singolo del supergruppo svedese Swedish House Mafia e del rapper britannico Tinie Tempah, pubblicato il 1º ottobre 2010.

## Descrizione
Il brano si caratterizza per l'incrocio tra le sonorità progressive house tipiche del trio con quelle più hip hop del rapper.
Il singolo è stato reso disponibile digitalmente a partire dal 1º ottobre, venendo accompagnato una settimana più tardi da una versione comprensiva di vari remix e versioni alternative; nello stesso anno Miami 2 Ibiza è stato inserito nella lista tracce dell'album Disc-Overy di Tinie Tempah e nella raccolta del trio Until One e due anni più tardi anche nella seconda raccolta Until Now.

## Video musicale
Il video, diretto da Christian Larson e girato a Miami, è stato reso disponibile il 1º ottobre 2010 attraverso il canale YouTube del gruppo svedese e sottolinea il potere indipendentista delle donne.

## Tracce
Testi e musiche di Axwell, Steve Angello, Sebastian Ingrosso e Patrick Okogwu.
Download digitale – 1ª versione
1. Miami 2 Ibiza – 3:24

Download digitale – 2ª versione
1. Miami 2 Ibiza (Clean Radio Edit) – 2:56
2. Miami 2 Ibiza (Radio Edit) – 2:56
3. Miami 2 Ibiza (Extended Vocal Mix) – 5:05
4. Miami 2 Ibiza (Instrumental) – 6:15
5. Miami 2 Ibiza (Sander van Doorn Remix) – 6:06
6. Miami 2 Ibiza (Danny Byrd Remix) – 5:14

CD (Italia)
1. Miami 2 Ibiza (Radio Edit) – 2:57
2. Miami 2 Ibiza (Extended Vocal Mix) – 5:07
3. Miami 2 Ibiza (Sander van Doorn Remix) – 6:05
4. Miami 2 Ibiza (Static Revenger Remix) – 6:48
5. Miami 2 Ibiza (Danny Byrd Remix) – 5:11

12" – parte 1 (Regno Unito)
- Lato A

1. Miami 2 Ibiza (Instrumental) – 6:15

- Lato B

1. Miami 2 Ibiza (Extended Vocal Mix) – 5:05
2. Miami 2 Ibiza (Sander van Doorn Remix) – 5:57

12" – parte 2 (Regno Unito)
- Lato A

1. Miami 2 Ibiza (Danny Byrd Instrumental) – 5:14

- Lato B

1. Miami 2 Ibiza (Danny Byrd Remix) – 5:14
2. Miami 2 Ibiza (Danny Byrd Dub) – 5:20

## Classifiche
| Classifica (2010) | Posizione massima |
| ----------------- | ----------------- |
| Australia         | 31                |
| Austria           | 36                |
| Belgio (Fiandre)  | 3                 |
| Belgio (Vallonia) | 3                 |
| Canada            | 92                |
| Danimarca         | 22                |
| Europa            | 8                 |
| Finlandia         | 16                |
| Francia           | 71                |
| Germania          | 46                |
| Irlanda           | 5                 |
| Paesi Bassi       | 1                 |
| Regno Unito       | 4                 |
| Svezia            | 10                |
| Svizzera          | 19                |